# 河谷 (多倫多)
河谷是加拿大安大略省多倫多的一個大社區。它的西邊是當河谷（Don River Valley），北邊是丹佛路（Danforth Avenue）及希臘城（Greektown），東邊是重士路（Jones Avenue）、加拿大國家鐵路及GO運輸軌道以及里斯利威老（Leslieville），南邊是湖濱道（Lake Shore Boulevard）。

## 歷史

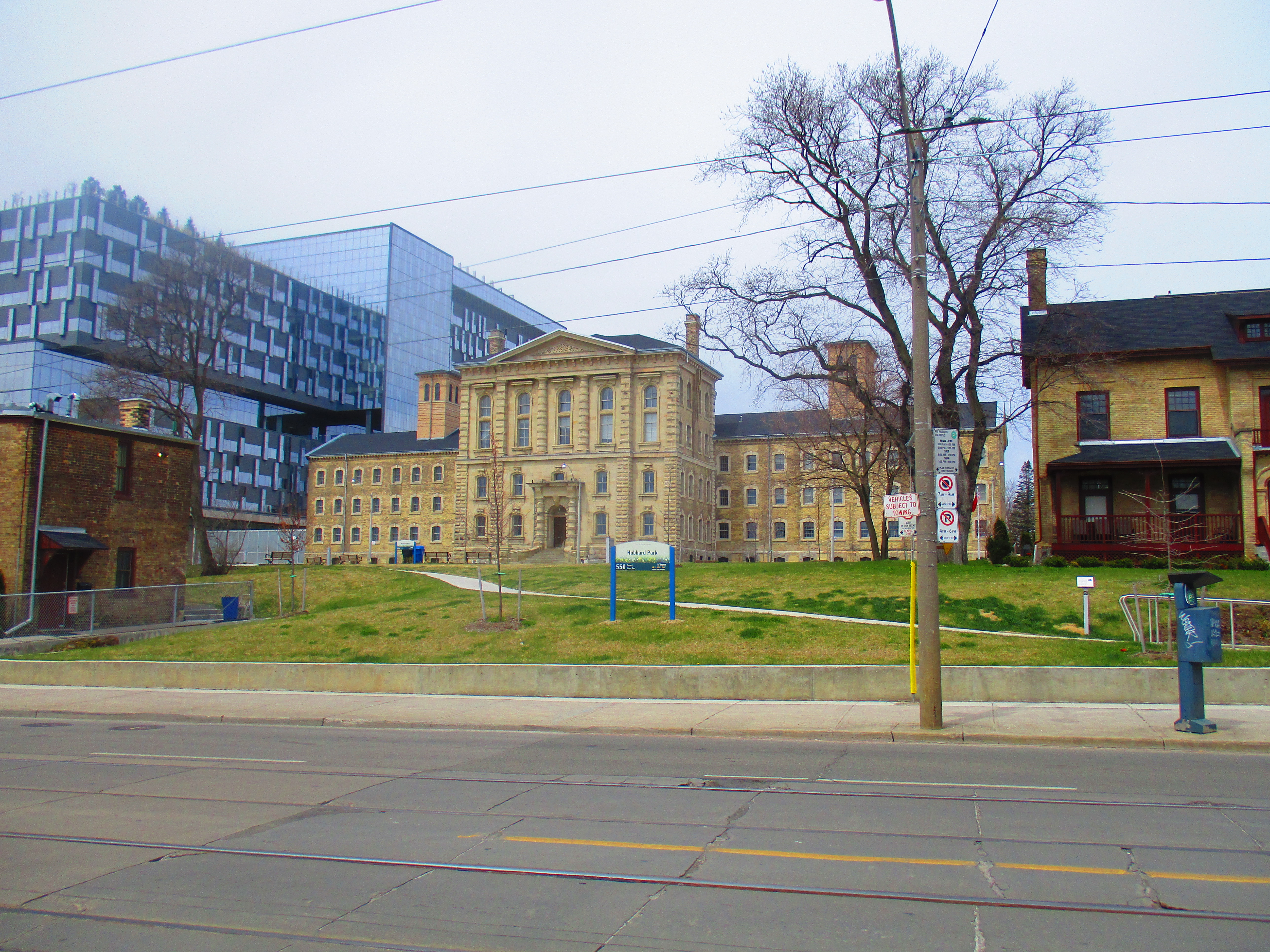
Hennick Bridgepoint Hospital園區於2003年擴建，納入前當河監獄（Don Jail）。

1875年，河谷醫院（Riverdale Hospital，時名House of Refuge）在百樂匯街（Broadview Avenue）和芝蘭東街（Gerrard Street East）處開業。該醫院於2002年更名為Bridgepoint Active Healthcare，後來擴大到將前當河監獄（Don Jail）納入Bridgepoint重建項目。該醫院現名為Hennick Bridgepoint Hospital，是西乃山醫院（Sinai Health System）的一部分。
1884年對該地區的合併將其稱為Riverside Don Mount及里斯利威老（Leslieville），該地區從西至當河谷，東至堅活路（Greenwood Avenue），北至丹佛路（Danforth Avenue），南至皇后街（Queen Street）。
河谷位於多倫多市中心的東部。自1884年對多倫多市進行修訂以來，它已發展成為獨立藝術社區，在皇后街東沿線設有數家獨立畫廊。河谷內的住宅景觀主要由維多利亞時代及愛德華時代風格住宅組成，建於1800年代，作為工薪階層的住所。
此後，許多住宅已被重新發展為年輕家庭的住宅，其住宅經過重新設計以適應綠樹成蔭的街景。近期，當地房屋價值大幅上漲。新一代的年輕專業人士及他們的家人搬到了該地區，進一步推動了已經普遍的高檔化。

## 河谷內的小社區

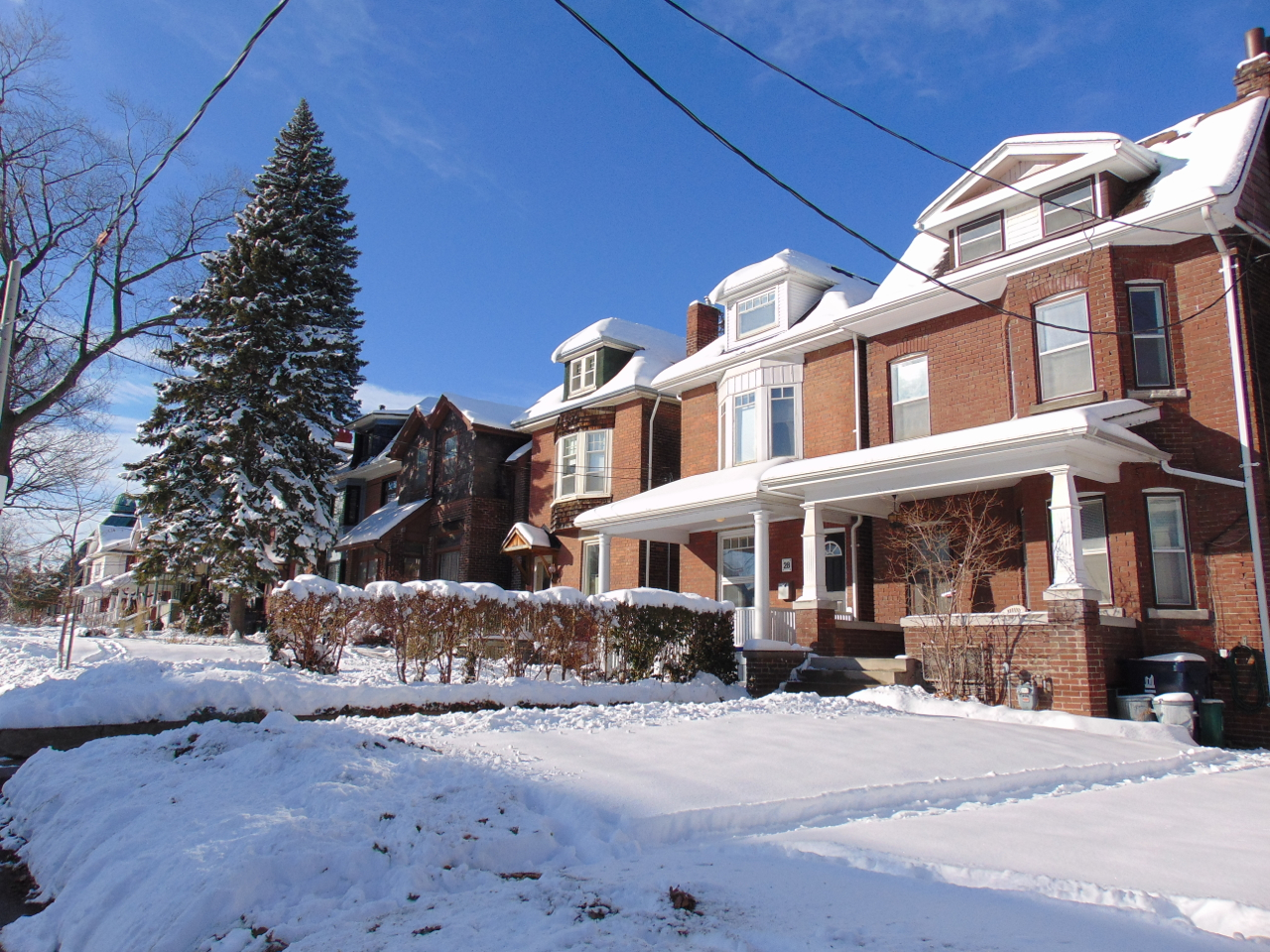
上河谷（Upper Riverdale）的一個住宅區。與下河谷（Lower Riverdale）中的房屋相比，河谷路（Riverdale Avenue）以北的房屋通常較新或經過翻新。

河谷也可以指其周圍的較小區域或較大區域。河谷較小的核心區域是指多倫多的當河谷園林公路（Don Valley Parkway）以東、重士路（Jones Avenue）以西、丹佛路（Danforth Avenue）以北及芝蘭街（Gerrard Street）以南之間的延伸段。該地區有時被稱為北河谷（North Riverdale）。河谷有時用於指代更廣泛的區域，包括南河谷（South Riverdale）及重士路以東不太常見的區域。該地區包括許多較小的社區，通常以商業街或商業區為中心。

### 上河谷及下河谷
一些河谷居民區分上河谷（Upper Riverdale）及下河谷（Lower Riverdale）。上河谷被描述為河谷路（Riverdale Avenue）以北的社區，下河谷是河谷路以南的區域。在住房供應質量方面，上河谷建造的房屋更多，且可能會進行翻新，但下河谷包含更多19世紀後期的原創及經典設計。閃臣路（Simpson Avenue）及蘭里路（Langley Avenue）上建有許多非凡的百年老屋，後者以20世紀多倫多著名的早期建築師命名，而前者則以河谷最古老的維多利亞式房屋為特色。值得注意的是，閃臣路是河谷最初的六棟房屋的所在地，位於街道的西端，當地人稱之為「六姊妹」（Six Sisters）。

### 南河谷

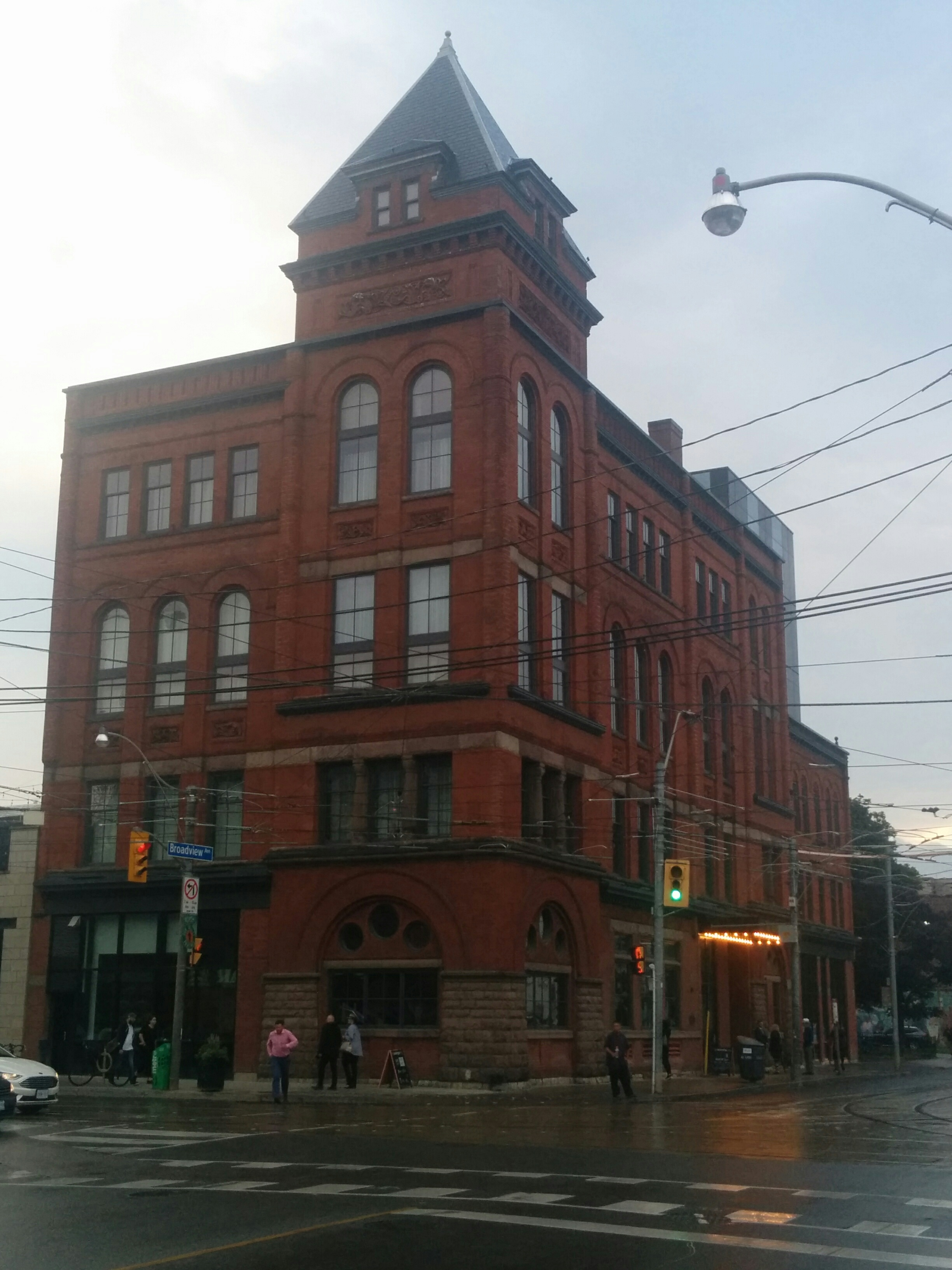
百樂匯酒店（Broadview Hotel）建1893年，位於南河谷（South Riverdale）地區的河濱（Riverside）。

顧名思義，南河谷（South Riverdale）就是河谷社區的南半部，位於下河谷以南。它的大致邊界是：西部的當河谷園林公路（Don Valley Parkway），東部的重士路（Jones Avenue），北部的芝蘭東街（Gerrard Street East），南部的河濱道（Lake Shore Boulevard）。
南河谷包含許多較小的社區，如河濱、東區華埠等。

#### 河濱
河濱（Riverside），又稱為皇后-百樂匯村（Queen Broadview Village），是位於南河谷社區內的一個小社區。河濱商業促進區（Riverside Business Improvement Area）將邊界明確定為沿當河延伸，並與芝蘭東街（Gerrard Street East）、帝國路（Empire Avenue）及東邊路（Eastern Avenue）接壤。

#### 東區華埠

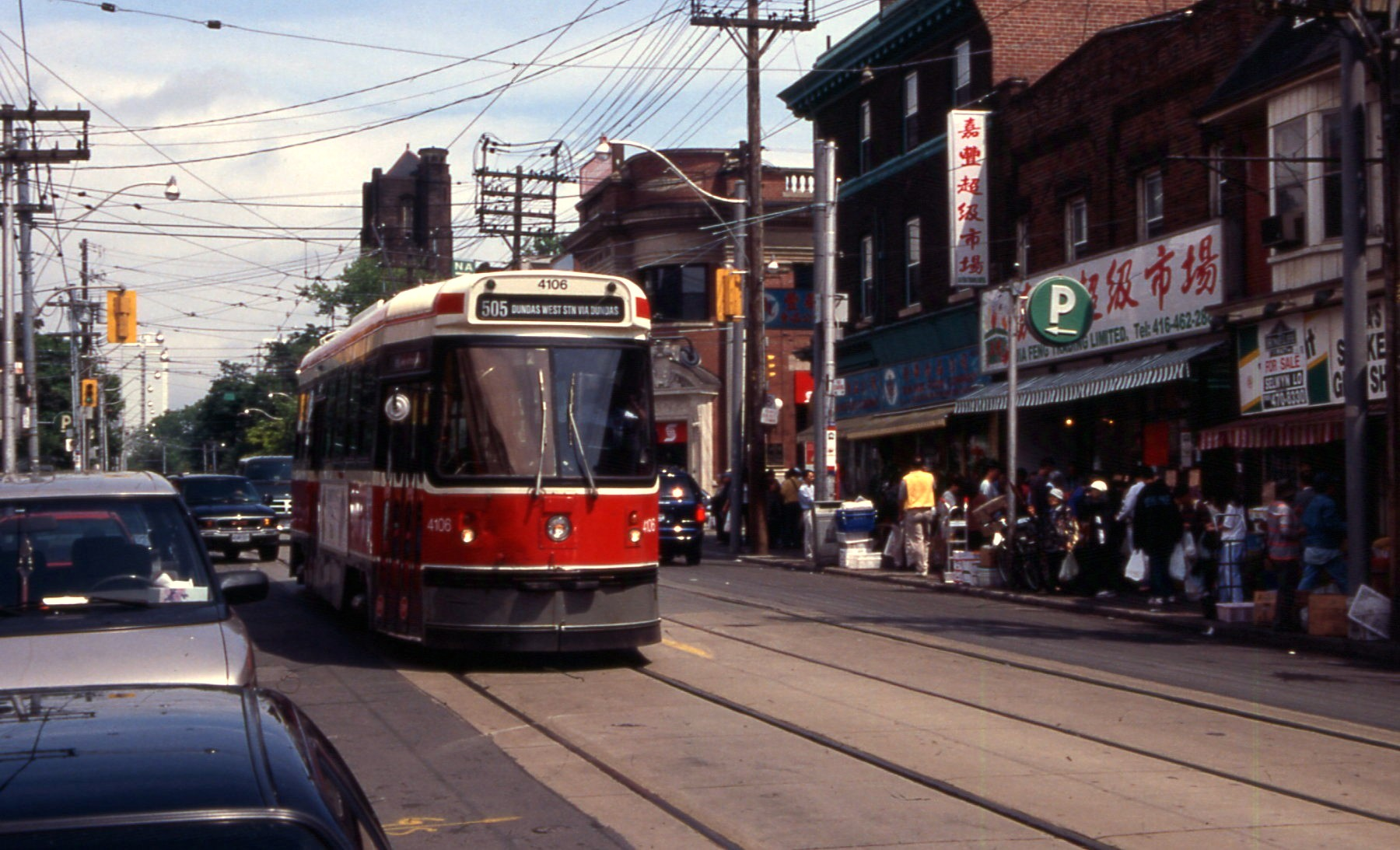
多倫多第二大華埠，又名東區華埠，位於河濱以北，百樂匯街夾芝蘭街路口周圍。

多倫多第二大華埠，也被稱為東區華埠（East Chinatown），位於百樂匯街（Broadview Avenue）夾芝蘭街（Gerrard Street）處。在東區華埠的最北角（即西北角，百樂匯街夾芝蘭街）是多倫多公共圖書館的河谷分館。該分館提供中英文雙語服務。圖書館北面是孫中山紀念碑。多倫多華人牌樓於2008年11月24日在東區華埠西端開工建設，2009年9月12日對外開放。只有兩條街道有雙語路牌（上英文，下中文），即百樂匯街及芝蘭東街（Gerrard Street East），路牌位於十字路口四角中的三個。

## 文化
河谷的特徵主要來自其多元文化。沿其主要道路有數個文化街區。丹佛路（Danforth Avenue，希臘城通常被稱為「丹佛」［The Danforth］）擁有高度集中的希臘餐廳，而芝蘭東街（Gerrard Street）及百樂匯街的部分地區則擁有各種亞洲店舖及食肆（簡稱東區華埠）。皇后東街以南是數家大型企業電影製片廠，一直延伸到湖濱。河谷是芝蘭廣場商場（Gerrard Square Mall）的所在地；其中包括各種零售、食肆及店舖。該社區的特徵也由加拿大國家鐵路定義，它將該地區分為兩個區域，北河谷（鐵軌以北）主要是住宅區（芝蘭廣場商場及希臘城除外），南河谷（也稱為河濱區，南至湖濱）。

## 教育
多倫多有四個公校局為該市提供教育，包括河谷社區。多倫多四個公校局中有兩個主要用英語授課，分別是世俗的多倫多公校教育局及天主教的多倫多天主教教育局。其他兩個位於多倫多的公校局，世俗的維亞蒙德公校局（Conseil scolaire Viamonde，縮寫CSV）及天主教的Conseil scolaire catholique MonAvenir（縮寫CSCM）是法語公校局。但是，CSV不在河谷社區內運營學校。
CSCM及TCDSB都在河谷運營一所公立小學。CSCM運營好牧人天主教小學（École élémentaire catholique du Bon-Berger），而TCDSB運營聖名天主教學校（Holy Name Catholic School）。聖名天主教學校由聖若瑟修女會（Sisters of St. Joseph）於1913年創立，當時擁有四間教室。1918年又增加了8間教室。1931年，又安裝了兩間便攜式教室，1949年增建了8間教室，共計20間教室。為了服務不斷增長的人口，1957年建造了一個附樓，1961年擴建，總共提供31間教室，但它在1968年與提供圖書館、體育館及更多教室的主樓相連。聖名天主教學校畢業生後多就讀於聖博德天主教中學（St. Patrick Catholic Secondary School）、麥禮義中學（Neil McNeil High School）及聖母中學（Notre Dame High School），這些學校都位於河谷社區之外。

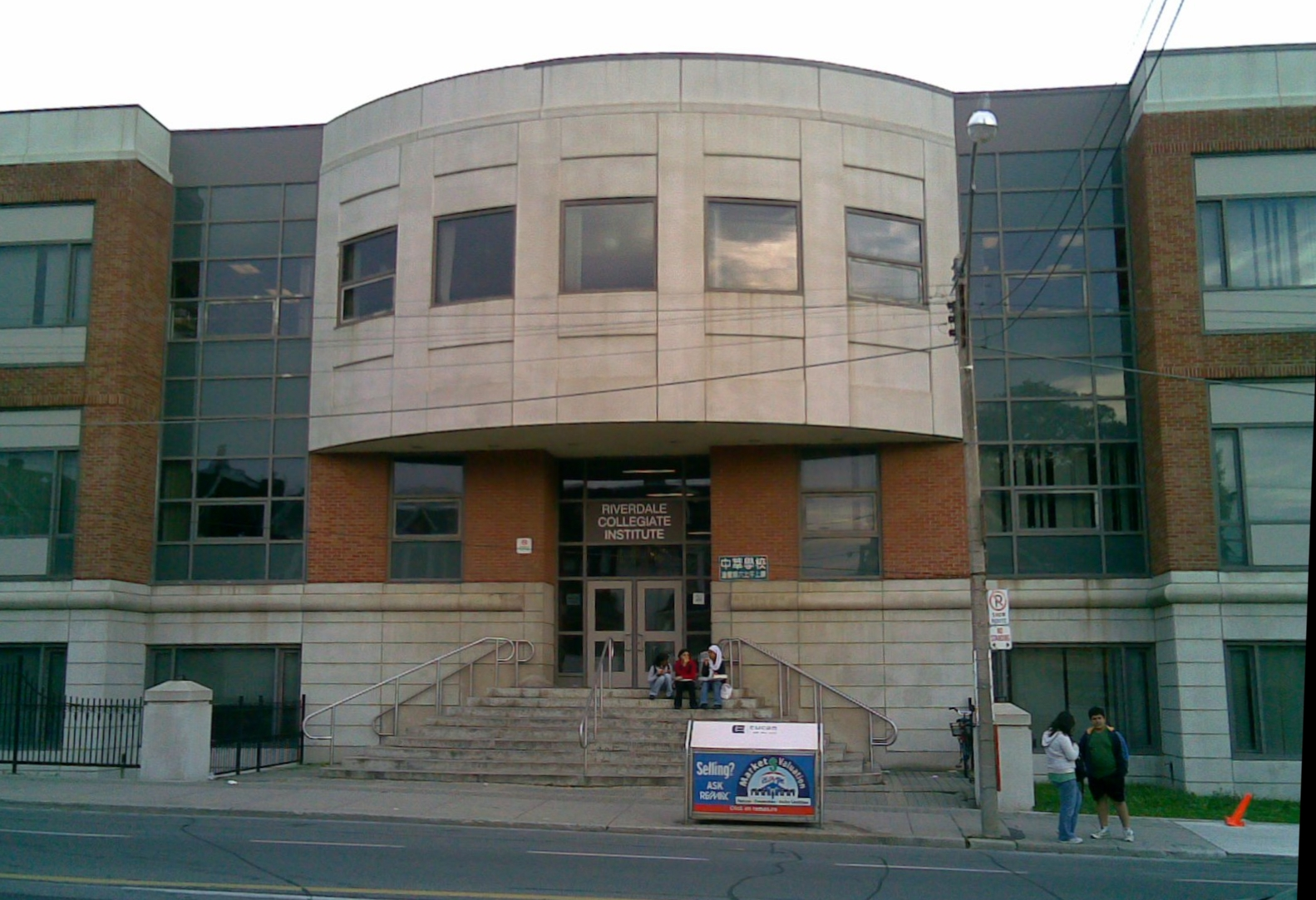
河谷書院（Riverdale Collegiate Institute）是一所公立中學，由多倫多公校教育局管理。

TDSB是唯一一家在附近經營中學的公校局，即河谷書院（Riverdale Collegiate Institute）。除了中學，TDSB還經營城市成人學習中心，這是服務該地區的五個多倫多教育局成人學習中心之一。該建築建於1963年，作為職業學校，初名「柏威職業學校」（Parkway Vocational School），其前身是「渣華士初級職業學校」（Jarvis Junior Vocational School），是渣華士書院（Jarvis Collegiate Institute）的延伸。柏威職業學校後來更名為「柏威中學」（Parkview Secondary School），並因入學率低而於1983年關閉。
除中學教育外，TDSB還運營許多公立小學。河谷的TDSB小學包括：
- "Earl Grey Senior Public School" is the area's local middle school, grade 7–8.
- "Quest Alternative School" is the area's original alternative middle school, and one of the first in Toronto. Consisting of 68 students and 4 staff, Quest celebrated its 25th anniversary in 2008. The school's motto is: "Structure to learn and freedom to grow", and its focus is on student-centered learning and diverse curriculum.
- "East Alternative School of Toronto" is another local alternative middle school, specializing in social justice and visual arts. It also has 68 students and accepts students from all over Toronto.
- "Withrow Avenue Junior Public School",[3] "Jackman Avenue Junior Public School",[4] "Frankland Community School",[5] and "Pape Avenue Junior Public School" are the four local junior public schools in North Riverdale.

除了公立學校，河谷也是私立學校的所在地。Montcrest School位於Montcrest Boulevard及河谷公園（Riverdale Park）以北的百樂匯街上的數所房子。學校自1961年開始運作，之前以「一月學校」（The January School）的名稱運作。

## 康樂

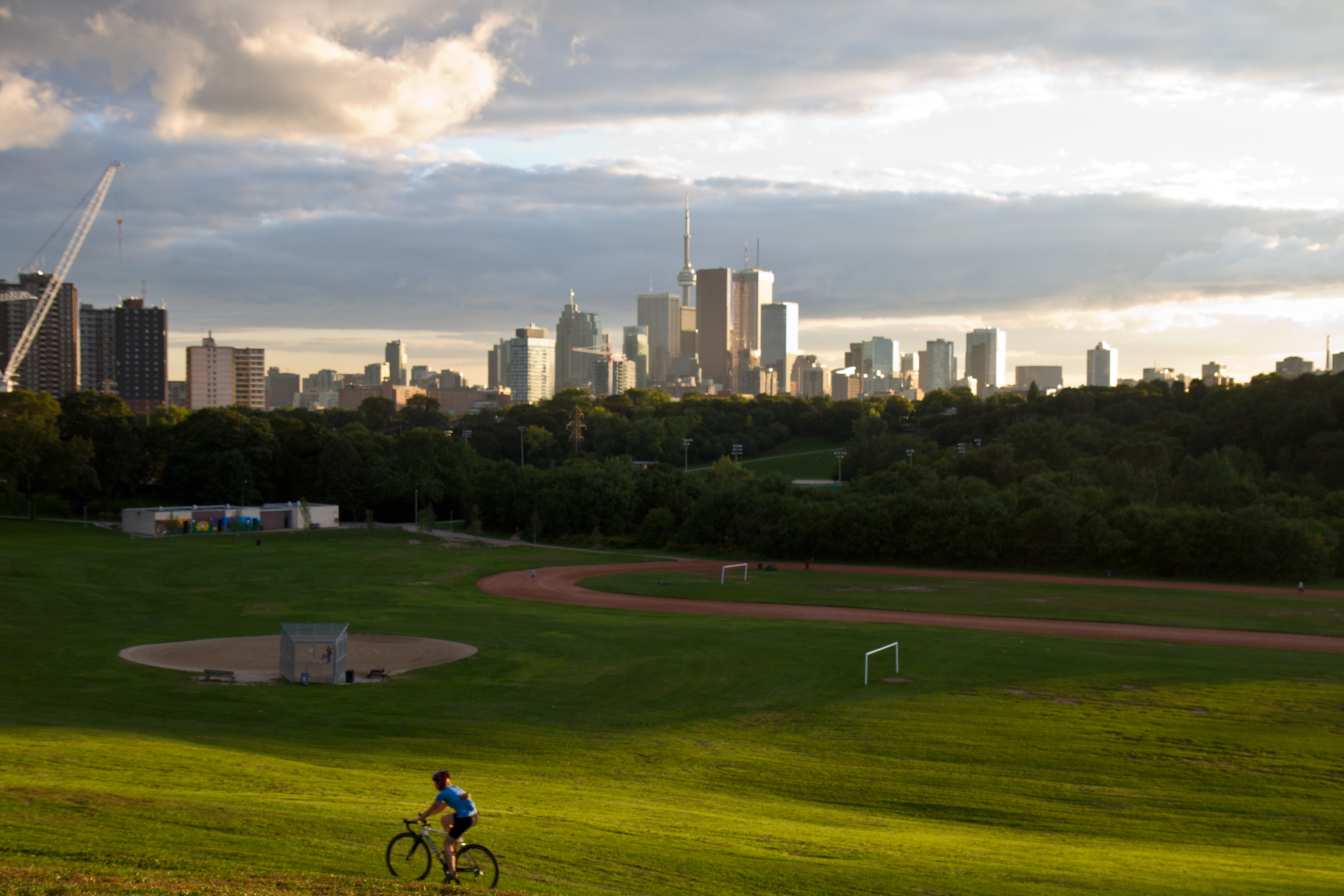
河谷公園（Riverdale Park）的景色，這是位於河谷的三個市政公園之一。

河谷有三個中型到大型公園。在百樂匯街（Broadview Avenue）及河谷医院（Bridgepoint Hospital）以北的當河谷園林公路（Don Valley Parkway） 之間的西端是河谷公園（Riverdale Park）。該公園有一條跑道、三個棒球場、一個滑冰場、一個公共游泳池及網球場。

## 著名道路

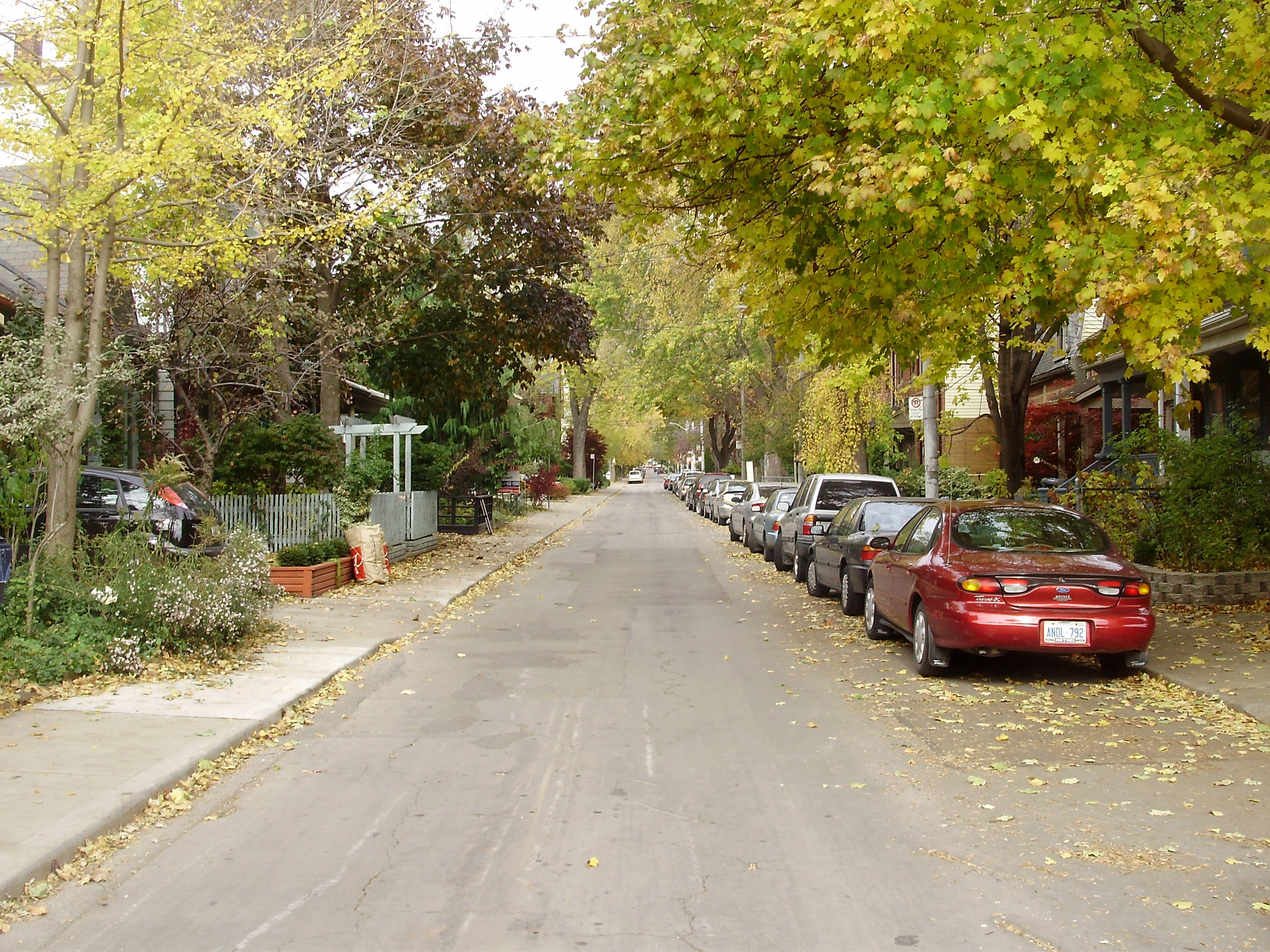
都司街（De Grassi Street）是下河谷的一條著名街道。

- 百樂匯街（Broadview Avenue）
- 都司街（De Grassi Street）
- 東邊路（Eastern Avenue）
- 登打士東街（Dundas Street East）
- 芝蘭東街（Gerrard Street East）
- 丹佛路

## 著名人物
- Bashir Makhtal[7]
- Steven Page
- William Allen
- John Sewell
- Tom Clifford
- Paul Christie
- Derwyn Shea
- Steve Stavro
- Ying Hope
- Charles A. Walton
- Donald Dean Summerville
- Morley Callaghan
- Desmond Morton
- Punch Imlach
- Michael Hollett
- Dennis Drainville
- Raphael Marcus
- Michael Ironside
- Bnei Akiva
- David Reville
- Melissa DiMarco
- Robert S. Kenny
- Lynne Griffin
- Paul Soles
- Christian Lander
- William Peyton Hubbard
- KO
- Owen Staples

## 外部連結
维基共享资源上的相關多媒體資源：河谷